# Yala Yalta
Yala Yalta (ou Yale Yalta) est une localité du Cameroun située dans le canton de Mémé, dans la commune de Mora, dans le département du Mayo-Sava et la région de l'Extrême-Nord.

## Géographie
Yala Yalta se situe à l'extrême nord du département, à 20km au Sud de Mora, à la limite de la frontière avec le Nigeria.
Yala Yalta est alimenté par un mayo qui entrecoupe la route Mémé-Yala Yalta.

## Population
En 1967, on comptait 438 personnes dans la localité.
Lors du recensement de 2005, 801 personnes y ont été dénombrées, dont 385 hommes et 416 femmes.

### Ethnies
On trouve à Yala Yalta des populations Mada, Mandara, Ourza et Foulbé.